# Адміністративний домен
Адміністративний домен (англ. Administrative Domain) — провайдер забезпечення захисту для сервісів, має можливості аутентифікації і авторизації клієнтів в простий і безпечний спосіб. Може включати мережу комп'ютерів або колекцію таких мереж разом з базами даних які мають спільне адміністрування і доступні між собою засоби безпеки що реалізовані в цілому для домену чи мережі. Чудовим прикладом адміністративний домену є корпоративна мережа що охоплює різні регіони але керується єдиним відділом. Компоненти всередині домену переважно мають взаємну довіру, але з підозрою відносяться до зовнішніх об'єктів. Для величезних корпорацій з різноманітними офісами що розкидані по світу це дозволяє більш ефективно обмінюватись даними і розповсюджувати інформацію без суворого втручання систем безпеки.